# Kabinett Painlevé I

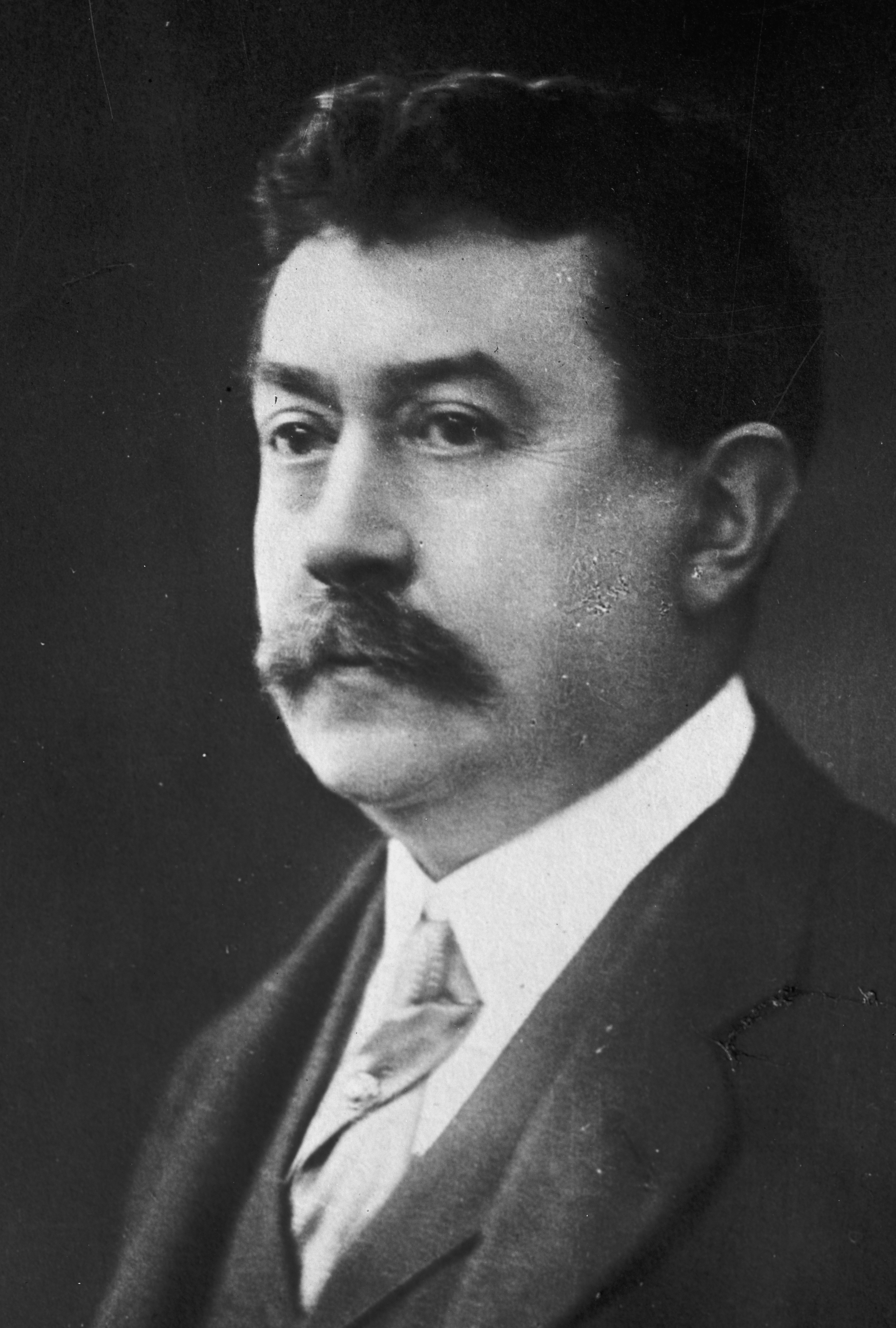
Paul Painlevé

Das erste Kabinett Painlevé war eine Regierung der Dritten Französischen Republik. Es wurde am 12. September 1917 von Premierminister (Président du Conseil) Paul Painlevé gebildet und löste das Kabinett Ribot V ab. Es blieb bis zum 16. November 1917 im Amt und wurde vom Kabinett Clemenceau II abgelöst.
Dem Kabinett gehörten Minister der Union sacrée (Allparteienregierung) an: Fédération républicaine (FR), Parti républicain, radical et radical-socialiste (PRRRS), Parti républicain-socialiste (PRS), Parti républicain démocratique/Alliance démocratique (PRD/ARD) und Radicaux indépendants (RI).

## Kabinett
Dem Kabinett gehörten folgende Minister an:
- Premierminister: Paul Painlevé (PRS)
- Kriegsminister: Paul Painlevé
- Außenminister: Alexandre Ribot (FR)
  - ab 23. Oktober 1917: Louis Barthou (PRD/ARD)
- Justizminister: Raoul Péret (PRD/ARD)
- Minister für öffentlichen Unterricht und Kunst: Daniel Vincent (PRRRS)
- Minister des Inneren: Théodore Steeg (PRRRS)
- Minister für Marine: Charles Chaumet (PRD/ARD)
- Landwirtschaftsminister: Fernand David[1] (PRRRS)
- Finanzen: Louis-Lucien Klotz (PRRRS)
- Minister für öffentliche Arbeiten und Verkehr: Albert-André Claveille[2]
- Minister für allgemeine Versorgung: Maurice Long[3] (PRRRS)
- Minister für Handel, Industrie und Fernmeldewesen: Étienne Clémentel (RI)
- Minister für die Kolonien: René Besnard[4] (PRD/ARD)
- Minister für Rüstung und Kriegswirtschaft: Louis Loucheur (PRD/ARD)
- Minister für Arbeit und Sozialfürsorge: André Renard[5] (PRRRS)
- Staatsminister und Mitglied des Kriegskabinetts[6]: Louis Barthou (bis 23. Oktober 1917), Léon Bourgeois (PRRRS), Paul Doumer (PRRRS), Jean Dupuy (PRD/ARD)

### Unterstaatssekretäre
Dem Kabinett gehörten folgende Sous-secrétaires d’État an (ab 14. Dezember 1916):
- Blockade: Albert Métin[7] (PRRRS)
- Innenministerium: Victor Peytral[8] (PRRRS)
- Finanzministerium: Élisée Bourely[9] (PRRRS)
- Marine (Transporte) und Handelsmarine: Anatole de Monzie (PRS)
- Handel, Industrie und Fernmeldewesen: Paul Morel[10] (RI)
- Arbeit und Sozialfürsorge: Constant Roden[11] (RI)
- Öffentlicher Unterricht und schöne Künste: Albert Dalimier (PRRRS)
- Allgemeine Verwaltung der Armee: Louis Mourier (PRRRS)
- Militärischer Gesundheitsdienst: Justin Godart (PRRRS)
- Militärische Luftfahrt und Marineflieger: Jacques-Louis Dumesnil[12] (PRRRS)
- Erfindungen, die für die Landesverteidigung von Interesse sind: Jules-Louis Breton[13] (PRS)

## Historische Einordnung
Da sich die Sozialisten weigerten, in die Regierung einzutreten (sie hatten Vorbehalte gegen Ribot, der ihnen die Pässe für die Friedenskonferenz der Sozialisten in Stockholm verweigert hatte), zerbrach die Union sacrée.
Die Spionin Mata Hari wurde am 15. Oktober in Fort de Vincennes hingerichtet. Das System der Geheimausschüsse wurde fortgesetzt.
Die Malvy-Affäre beherrschte auch die Amtszeit Painlevés. In der Sitzung vom 13. November 1917 beschuldigte Jules Delahaye, unterstützt von den Abgeordneten der politischen Rechten und einigen unabhängigen Depurtierten die Regierung, die Union sacrée aufzukündigen. Die Regierung wollte diese Debatte vertagen, was die Kammer mit 277 gegen 186 Stimmen ablehnte. Sie trat daraufhin zurück.